# Big Jake
Big Jake är en amerikansk westernfilm från 1971 i regi av George Sherman, med John Wayne, Richard Boone, Patrick Wayne och Christopher Mitchum i rollerna.

## Handling
John Fain (Richard Boone) och hans gäng attackerar McCandles-familjens ranch i Texas, dödar 10 människor och kidnappar den unga Jake McCandles (Ethan Wayne) för en stor lösensumma. Pojkens farmor Martha McCandles (Maureen O'Hara) kallar i desperation på hjälp från sin make Jacob (John Wayne) som hon inte sett på flera år. Big Jake tar lösensumman, några vänner och hundar och ger sig ut för att få tillbaka sin sonson.

## Rollista
| John Wayne          | – Jacob McCandles                  |
| Richard Boone       | – John Fain                        |
| Patrick Wayne       | – James McCandles                  |
| Christopher Mitchum | – Michael McCandles                |
| Bruce Cabot         | – Sam Sharpnose                    |
| Bobby Vinton        | – Jeff McCandles                   |
| Glenn Corbett       | – O"Brien                          |
| John Doucette       | – Buck Duggan                      |
| Maureen O'Hara      | – Martha McCandles                 |
| Jim Davis           | – Head of Lynching Party           |
| John Agar           | – Bert Ryan                        |
| Harry Carey Jr.     | – Pop Dawson                       |
| Gregg Palmer        | – John Goodfellow                  |
| Roy Jenson          | – Gunman at Bathhouse in Escondero |
| Virginia Capers     | – Delilah                          |

## Produktion

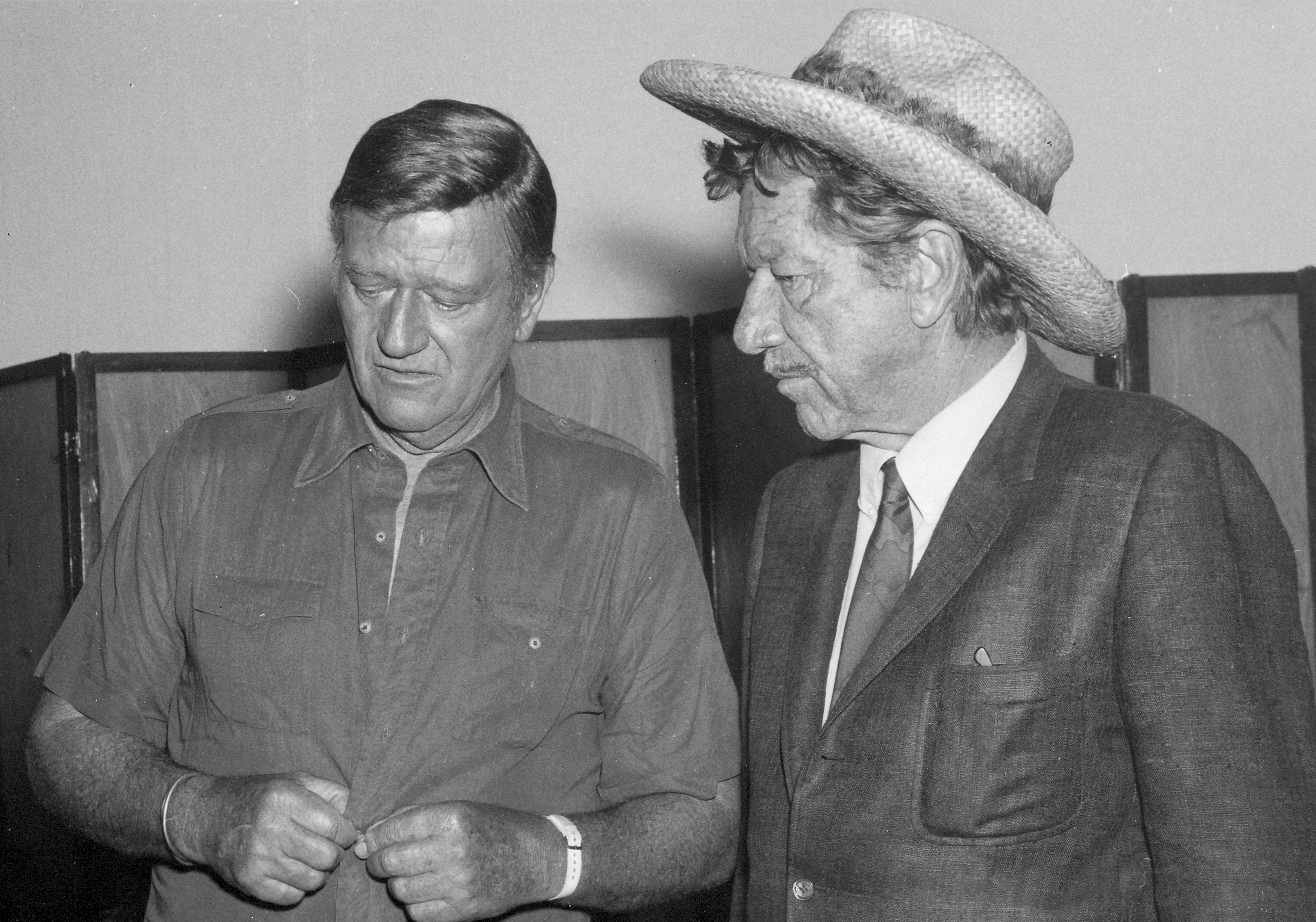
John Wayne och Richard Boone vid filmens premiär vid John Wayne Theatre i Knott's Berry Farm, 1971

Inspelad under titeln The Million Dollar Kidnapping. Den spelades in mellan tidiga oktober och sena december 1970 i de mexikanska staterna Durango och Zacatecas.
John Waynes riktiga söner Patrik Wayne och Ethan Wayne spelar med i filmen som son och sonson till Waynes karaktär. Robert Mitchums son Christopher Mitchum har också en roll som  Michael McCandles.
Big Jake var den femte och sista gången John Wayne agerade motsatt Maureen O'Hara och det var elfte och sista gången Wayne och Bruce Cabot medverkade i samma film; Cabot dog i cancer året därpå.